# 일본우정
일본우정 주식회사(일본어: 日本郵政株式会社 니혼유세이[*], 영어: Japan Post Holdings Co., Ltd.)는 일본우정주식회사법에 따라 2006년 1월 23일에 발족한 특수법인으로, 일본우정그룹의 지주회사이다.

## 개요
2005년 10월 21일에 공포된 우정민영화 관련 6개 법안 중 일본우정주식회사법에 규정된 우편국 주식회사와 우편사업 주식회사의 발행 주식을 모두 보유하고, 이들 회사의 경영 관리와 업무 지원을 행하는 것을 목적으로 2006년 1월 23일에 설립되었다.
2007년 10월 1일에 일본우정공사가 운영중인 사업을 이관받아 우편국 주식회사, 우편사업 주식회사, 유초 은행(우편저금은행), 간포 생명보험(간이보험회사)의 4개 사의 주식을 소유한 지주회사가 되었으며, 동시에 일본우정공사는 해산하였다.
일본우정은 일본우정그룹의 경영을 총괄하고, 경영자 선임, 비즈니스 모델 수립, 직원 및 자산의 배분 등을 행하며, 2017년 이후에는 우편사업 주식회사와 우편국 주식회사의 주식은 전량 보유하지만, 유초 은행과 간포 생명보험의 주식은 2017년 9월까지 단계적으로 전량 매각하여 그룹에서 완전 분리하는 것으로 규정되었다. 다만 전량 매각 이후에 다시 매입할 수 있으며, 4개 회사간 상호 출자가 가능하다. 또한 정부는 일본우정 주식회사의 총 주식의 3분의 1 이상을 보유한다.
2012년 5월에는 우정민영화 관련 법률이 개정되어 2012년 10일 1일자로 우편국 주식회사와 우편사업 주식회사가 합병하여 "일본우편 주식회사"가 되었다.
2015년 11월 4일, 일본 정부는 일본우정의 전체 주식 중 11%의 지분을 민간에 매각함과 동시에 일본우정을 도쿄 증권거래소 제1부에 상장하였다. 동시에 일본우정이 보유한 유초 은행과 간포 생명보험 주식의 각각 11%도 민간에 매각하여 두 회사를 도쿄 증권거래소 제1부에 상장하였다.

## 연혁
- 2005년 10월 14일 - 우정민영화 관련 법안이 가결·성립.
- 2006년 1월 23일 - 우정민영화의 기획 및 시행을 준비하는 회사로서 "일본우정 주식회사"가 발족.
- 2006년 9월 1일 - 일본우정 주식회사의 전액 출자로 우편저금 사업의 민영화 준비 회사로서 "주식회사 유초"가, 간이보험 사업의 민영화 준비 회사로서 "주식회사 간포"가 각각 설립.
- 2007년 9월 10일 - 우정민영화 계획이 내각으로부터 최종 승인.
- 2007년 9월 30일 - 일본우정공사 해체.
- 2007년 10월 1일 - 우정민영화 시행.
  - 3대 우정 사업(우편 사업, 간이보험 사업, 우편저금 사업)에 관한 모든 업무가 일본우정공사에서 일본우정그룹 내 각 회사로 이관.
  - 일본우정 주식회사가 우정민영화 기획·준비를 담당하는 회사에서 일본우정그룹 내 각 회사의 지분을 보유한 지주회사로 전환.
  - 일본우정 주식회사 산하에 자회사인 우편사업 주식회사와 우편국 주식회사가 설립.
  - 우정민영화 준비를 위해 설립되었던 "주식회사 유초"와 "주식회사 간포"가 각각 "주식회사 유초 은행", "주식회사 간포 생명보험"으로 사명 변경.
  - 일본우정 주식회사의 본사를 도쿄도 미나토구에서 도쿄도 지요다구 가스미가세키(구 일본우정공사 본사)로 이전.
- 2009년 10월 20일 - 하토야마 유키오 내각이 우정민영화의 재검토를 진행하기로 각의(국무회의)에서 결정. 이에 일본우정의 니시카와 요시후미 사장이 사임 의사 표명.
- 2012년 10월 1일 - 우편국 주식회사가 우편사업 주식회사를 흡수 합병하고 사명을 "일본우편 주식회사"로 변경. 이에 따라 구 우편사업 주식회사가 직영으로 운영하고 있던 "지점", "집배 센터" 등의 영업 거점이 모두 "우편국"으로 통합 또는 개칭.
- 2014년 4월 1일 - "일본우정그룹 여자 육상부"가 신설.
- 2015년 2월 18일 - 오스트레일리아(호주)의 물류 업체인 "톨 홀딩스"를 인수할 것을 발표. 인수 금액은 6,200억 엔.
- 2015년 11월 4일 - 도쿄 증권거래소 제1부에 지주회사인 일본우정을 비롯해 유초 은행, 간포 생명보험의 주식을 상장.
- 2016년 6월 23일 - 사이타마 슈퍼 아레나에서 상장 후 첫 주주총회를 개최.
- 2017년 4월 25일 - 자회사인 "톨 홀딩스"의 타사 부채 대리 상환 문제로 2016년 4분기 결산에서 4,003억 엔의 손실을 내며 일본우정의 연결 최종 손익이 400억 엔 적자로 전락하면서 2007년 우정민영화 이후 처음으로 적자 결산.
- 2017년 11월 1일 - 자회사로 투자 업무나 경영, 재무에 관한 컨설팅 업무 등의 사업을 실시하는 "일본우정캐피탈 주식회사"를 설립. 자본금은 15억 엔.
- 2018년 4월 2일 - 자회사로 우체국 부지 등의 자산 활용 사업을 실시하는 "일본우정부동산 주식회사"를 설립.
- 2018년 5월 25일 - 일·러 경제 협력의 일환으로 러시아 우편과 포괄 협정을 체결.
- 2019년 12월 20일 - 일본우정의 스즈키 야스오 수석 부사장이 총무성의 스즈키 시게키 사무차관으로부터 간포 생명보험의 부정 계약 문제에 관한 행정 처분안의 정보를 제공받고 있었던 것으로 밝혀져 스즈키 시게키 사무차관이 정직 3개월의 징계 처분을 받고 이날 사임. 한편 다카이치 사나에 총무대신은 일본우정그룹의 임원에 총무성 관료 출신이 취임하고 있던 것에 대해 "감독 관청으로서 공정, 공평한 판단을 할 수 없게 된다"라는 입장을 발표.

## 역대 사장
| 대수 | 이름                         | 임기                                | 전직                                                                     |
| ---- | ---------------------------- | ----------------------------------- | ------------------------------------------------------------------------ |
| 초대 | 니시카와 요시후미 (西川善文) | 2006년 1월 23일 ~ 2009년 10월 28일  | 미쓰이스미토모 은행 특별 고문                                            |
| 2대  | 사이토 지로 (斎藤次郎)       | 2009년 10월 28일 ~ 2012년 12월 19일 | 대장성 사무차관, 도쿄 금융거래소 회장                                    |
| 3대  | 사카 아쓰오 (坂篤郎)         | 2012년 12월 20일 ~ 2013년 6월 20일  | 대장성 관료, 일본손해보험협회 부회장                                     |
| 4대  | 니시무로 다이조 (西室泰三)   | 2013년 6월 20일 ~ 2016년 3월 31일   | 도시바 대표이사 겸 사장, 도쿄 증권거래소 회장                            |
| 5대  | 나가토 마사쓰구 (長門正貢)   | 2016년 4월 1일 ~ 2020년 1월 5일     | 미즈호 은행 상무, 후지 중공업 부사장, 씨티은행 회장                      |
| 6대  | 마스다 히로야 (増田寛也)     | 2020년 1월 6일 ~                    | 이와테현 지사, 총무대신, 도쿄 대학 대학원 공공정책학 연계연구부 객원교수 |

## 일본우정그룹

일본우정그룹 브랜드마크

### 자회사
주요 자회사

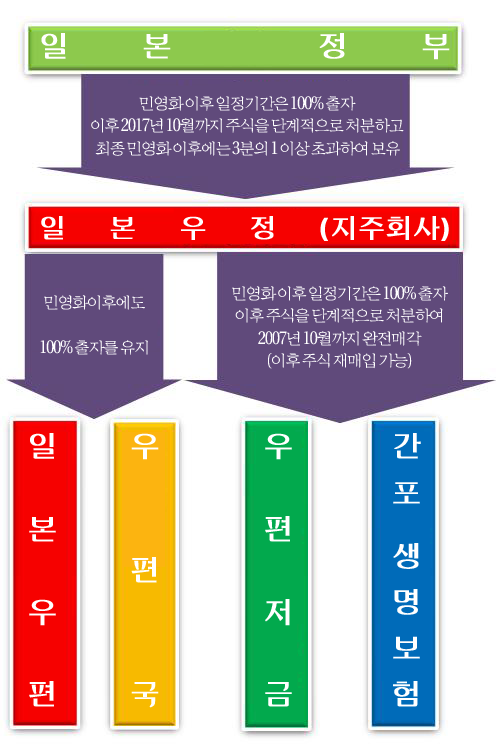
일본우정그룹 조직 분할도 (2007년 일본우정그룹 출범 당시 기준)

- 일본우정 주식회사 - JP 일본우정, JP HOLDINGS. 지주회사.
- 일본우편 주식회사 - JP 일본우편, JP POST. 우편 사업을 담당.
- 주식회사 유초 은행 - JP 유초 은행, JP BANK. 우편저금 사업을 담당.
- 주식회사 간포 생명보험 - JP 간포 생명, JP INSURANCE. 간이보험 사업을 담당.

관련 자회사
- 일본우정부동산 주식회사 (2018년 4월 설립)
- 일본우정스태프 주식회사
- 유세이챌린지드 주식회사
- JP 호텔서비스 주식회사
- 일본우정 인포메이션 테크놀로지 주식회사
- 일본우정캐피탈 주식회사
- 시스템 트러스트 연구소
- JP 투웨이 콘택트

### 상징
심볼 마크
- 2007년 3월 19일, 일본우정그룹의 심볼 마크로 ‘Japan Post’의 이니셜을 따 만든 ‘JP’의 제정이 발표되었다.
- 체신성 시대부터 사용되어 온 ‘〒’ 마크도 계속 사용된다.

로고
- 일본우정그룹의 심볼 마크 ‘JP’를 왼쪽에 두고, 오른쪽에 각 회사의 사명을 배치하고 있다.

기업 상징색
■ 일본우정·일본우편 - 우정 레드(ゆうせいレッド, 적색)
■ 유초 은행 - 유초 그린(ゆうちょグリーン, 녹색)
■ 간포 생명 - 간포 블루(かんぽブルー, 청색)
슬로건
- 새로운 보통을 만든다. (あたらしいふつうをつくる) (2015년 9월 30일 이전)
- 곁에 있으니까, 할 수 있다. (そばにいるから、できることがある) (2015년 10월 1일 이후)

## 같이 보기
- 일본 총무성
- 고이즈미 준이치로
- 일본우정공사
- 일본의 우정민영화